# Primeira Regional da Comunidade Valenciana
A Primera Regional da Comunidade Valenciana constitui a sexta divisão do campeonato Espanhol de Futebol na Comunidade Valenciana. Sua organização é feita pela Federación de Fútbol de la Comunidad Valenciana (FFCV), fundada en 1909. É composta de oito grupos de 16 equipes cada, o vencedor de cada grupo é promovido para a Regional Preferente da Comunidade Valenciana, além de 4 vencedores de uma eliminatória entre os 8 segundos colocados de cada grupo. Os três últimos de cada grupo são rebaixados para a Segunda Regional da Comunidade Valenciana.

## Equipes participantes 2018/2019

### Grupo 1º
- Entre parênteses, a localidade onde se encontra a sede social do clube.

- Centro Deportivo Fasta Madre Sacramento (Torrent)
- Morella FC (Morella)
- CF Traiguera (Traiguera)
- Orpesa CF (Oropesa del Mar)
- CD Benicarló "B" (Benicarló)
- CF Villafamés (Vilafamés)
- CF Moró (Sant Joan de Moró)
- CD La Pobla Tornesa (La Pobla Tornesa)
- CF Estrella de Castellón (Castellón de la Plana)
- CD Els Ibarsos (Sierra Engarcerán)
- Vinaròs CF (Vinaròs)
- CF Alcalà (Alcalà de Xivert)
- CF Torreblanca (Torreblanca)
- ACD Benicense (Benicàssim)
- Esportiu Vila-Real (Vila-real)
- CF San Pedro "B" (Castellón de la Plana)

### Grupo 2º
- Entre parênteses, a localidade onde se encontra a sede social do clube.

- CF At. Burriana-Salesianos (Burriana)
- Moncofa CF (Moncofa)
- FB Sagunto (Sagunto)
- At. Saguntino "B" (Sagunto)
- Artana CF (Artana)
- CD Jérica (Jérica)
- El Puig CE (El Puig)
- CD Soneja (Soneja)
- UD Puzol "B" (Puzol)
- Tavernes Blanques CF (Tavernes Blanques)
- La Creu CF Pobla Farnals (La Pobla de Farnals)
- CF La Vall (Vall de Uxó)
- Júpiter CF de Massamagrell (Massamagrell)
- CD Betxí (Betxí)
- Foios Atlètic CF (Foios)
- At. Quart de les Valls (Quart de les Valls)

### Grupo 3º
- Entre parênteses, a localidade onde se encontra a sede social do clube.

- Manises CF (Manises)
- CD Cheste (Cheste)
- CD Juventud Manisense (Manises)
- Sp. Mislata UF (Mislata)
- UE Alaquàs i Walter (Alaquàs)
- UD Yátova (Yátova)
- CD Casas (Utiel)
- CD Turís (Turís)
- UD Aldaia CF "B" (Aldaia)
- Paterna CF "B" (Paterna)
- CD Zafranar (València)
- At. Benimar CF (Picanya)
- Xirivella CF (Xirivella)
- CD Apolo (València)
- CD Juventud Picanya (Picanya)
- Racing Paterna CF (Paterna)

### Grupo 4º
- Entre parênteses, a localidade onde se encontra a sede social do clube.

- FBAC Benaguasil (Benaguasil)
- Godella CF (Godella)
- CD Casinos (Casinos)
- Alboraya UD (Alboraya)
- CF At. Moncadense (Moncada)
- CD FB La Eliana (L'Eliana)
- CD Pedralba (Pedralba)
- At. Villar CF (Villar del Arzobispo)
- Ribarroja CF "B" (Riba-roja de Túria)
- UD Bétera (Bétera)
- CD Bugarra (Bugarra)
- Benisanó CF (Benissanó)
- Rayo S.Antonio Benagéber "B" (San Antonio de Benagéber)
- San Antonio de Benagéber CF (San Antonio de Benagéber)
- CF UD Benicalap (València)
- CF Llíria (Llíria)

### Grupo 5º
- Entre parênteses, a localidade onde se encontra a sede social do clube.

- Almusafes CF (Almussafes)
- CD Benifaió (Benifaió)
- Picasent CF (Picassent)
- UE Vall del Alcalans (Monserrat)
- CF Cullera (Cullera)
- UD Alginet "B" (Alginet)
- CD de Futbol Canet (Canet de Berenguer)
- CF Racing D'Algemesí (Algemesí)
- Silla CF "B" (Silla)
- CD Llosa (La Llosa de Ranes)
- CF Promeses Sueca (Sueca)
- CE Alberic Promeses (Alberic)
- Catarroja CF (Catarroja)
- Massanassa CF (Massanassa)
- CD Chella (Chella)
- SD Sueca (Sueca)

### Grupo 6º
- Entre parênteses, a localidade onde se encontra a sede social do clube.

- PD Ayorense (Ayora)
- Moixent CF (Mogente)
- UD Canals (Canales)
- UD Oliva (Oliva)
- Villena CF "B" (Villena)
- UDF Sax (Sax)
- CF CC Alcoy (Alcoy)
- UD Montaverner (Montaverner)
- CD L'Alcúdia de Crespins (Alcudia de Crespins)
- UD Petrelense (Petrer)
- CE La Font d' Encarròs (Fuente Encarroz)
- CD Sport Base Ontinyent (Onteniente)
- Real de Gandía CF (Real de Gandía)
- Peña Madridista de Ibi UD (Ibi)
- Idella CF (Elda)
- CF Atlètic Muro (Muro de Alcoy)

### Grupo 7º
- Entre parênteses, a localidade onde se encontra a sede social do clube.

- UD Ondarense (Ondara)
- CF Calvari de Benidorm (Benidorm)
- Mutxamel CF (Mutxamel)
- CF La Nucia "B" (La Nucia)
- Novelda CF "B" (Novelda)
- Mediterráneo CF (Alicante)
- Esides Caramanchel CE (Alcoy)
- CD Pedreguer (Pedreguer)
- CF La Coca de Aspe (Aspe)
- CD El Campello (El Campello)
- UD Altea (Altea)
- Racing de San Gabriel (Alicante)
- Gorgos CF (Gata de Gorgos)
- UD Benissa (Benissa)
- CD Polop (Polop de la Marina)
- CF Esportiva Il•licitana Raval (Elche)

### Grupo 8º
- Entre parênteses, a localidade onde se encontra a sede social do clube.

- Callosa Deportiva CF "B" (Callosa de Segura)
- Atlético de Catral CF (Catral)
- Hondón Nieves CF (Hondón de las Nieves)
- Monóvar CD (Monóvar)
- Monforte CF (Monforte del Cid)
- Racing San Miguel CF (San Miguel de Salinas)
- CD El Altet (Elche)
- CF Rafal (Rafal)
- CF Sporting de San Fulgencio (San Fulgencio)
- CF Bahía de Santa Pola (Santa Pola)
- Athletic Club Torrellano (Elche)
- CD Murada (Orihuela)
- CD Dolores (Dolores)
- AD Betis Florida (Alicante)
- CD Montesinos (Los Montesinos)
- Santa Pola CF (Santa Pola)